# Сцена при дворе Кристиана VII
Сцена при дворе Кристиана VII (дат. Scene fra Christian VII´s hof) — картина датского художника Кристиана Сартмана (дат. Peder Henrik Kristian Zahrtmann; 1843—1917) на сюжет из истории дворцовых переворотов в Дании II половины XVIII века.

## История создания картины и её судьба

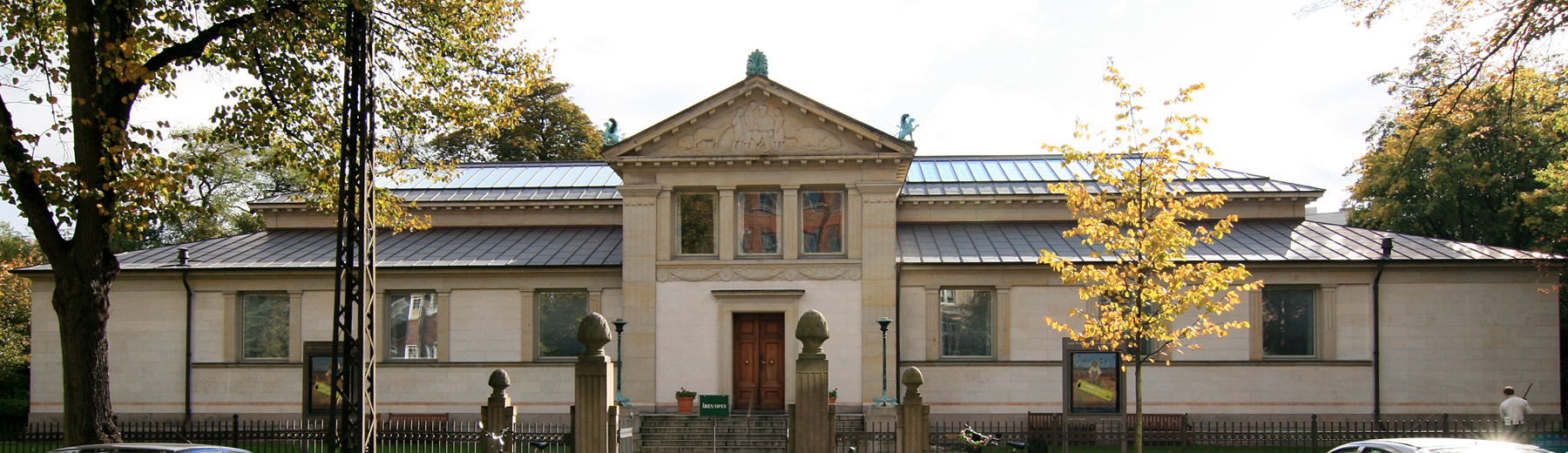
Den Hirschsprungske Samling — место хранения картины

С 1870-х годов в европейской живописи вновь возник интерес в историческим сюжетам и стилям, особенно модным стал стиль рококо. Это веяние ярко выражено в картине «Сцена из времён Кристиана VII», которую Кристиан Сартман начал создавать к столетию казни Иоганна Фридриха Струэнзе. Картина была закончена в 1873 году.
Датский королевский двор, узнав о работе над сюжетом, предупредил художника, что он должен быть чрезвычайно осторожным в трактовке событий. Картина могла задевать чувства королевской семьи и дискредитировать её в глазах подданных. Недовольство самого двора возбудило изображение развязно развалившегося на диване короля. Всё это вызвало серьёзное беспокойство художника. Когда он позже узнал, что некто, не желающий раскрывать своего имени, рассматривает возможность покупки картины за весьма солидную сумму денег, то решил, что это будет сделано только для того, чтобы скрыть картину от публики. Он поблагодарил за интерес к картине, но заявил твёрдое «нет» покупателю.
Техника исполнения картины: масло, холст. Размеры — 92 на 83 сантиметров. Картина в настоящее время входит в коллекцию музея Den Hirschsprungske Samling в Копенгагене, Дания. Инвентарный номер — 3151, картина была приобретена музеем в 1996 году.
Существовали минимум три полотна художника, являвшиеся авторскими копиями этой картины. Авторское повторение этой картины, выполненное в 1912 году, было выставлено на аукционе 23 февраля 1993 года
Сохранились эскизы Сартмана к изображениям королевы и королевского врача, они на аукционе Вruun Rasmussen в 2007 году были оценены в 10 000 и 4000—6000 датских крон соответственно.

## Сюжет картины

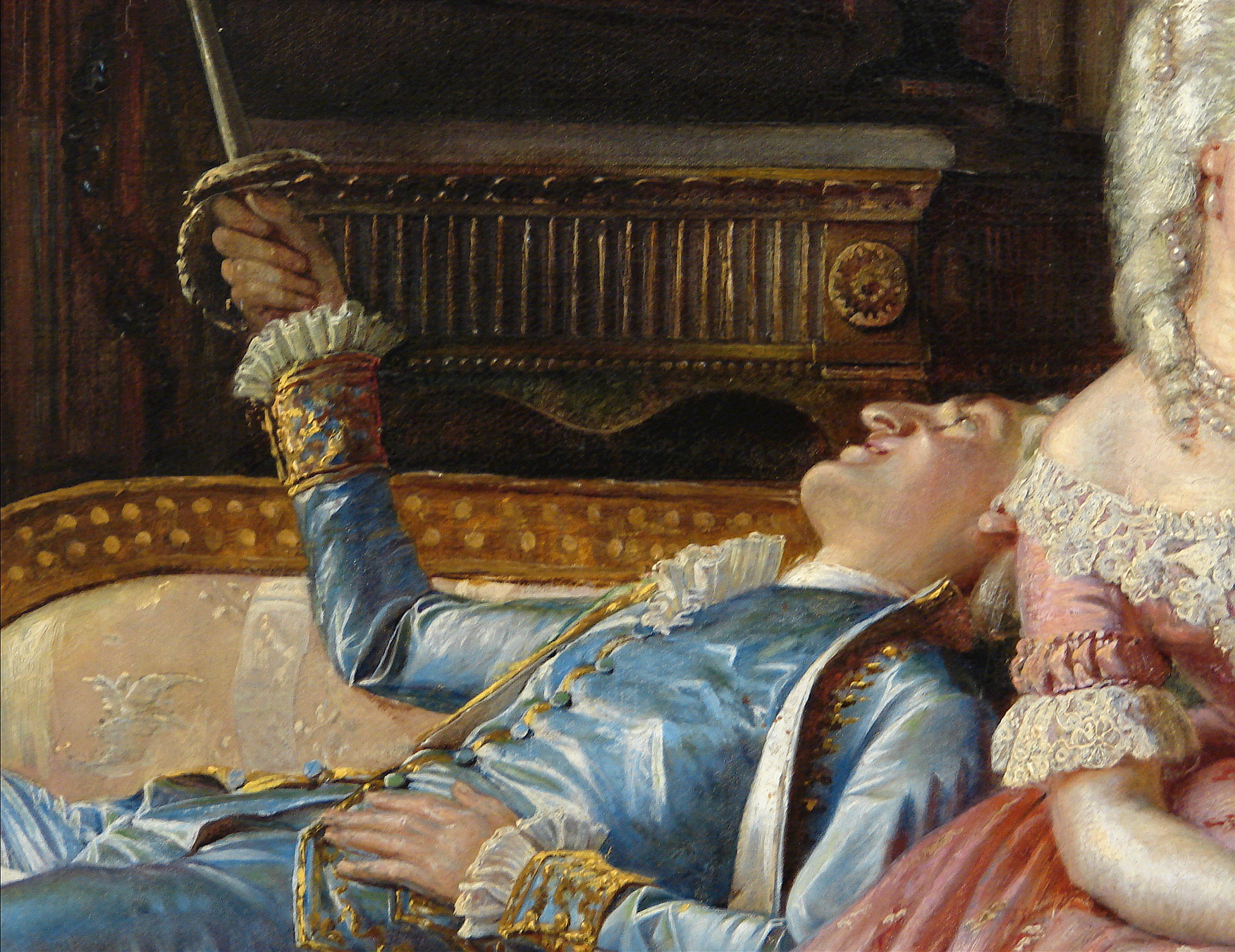
Деталь картины

Кристиан VII — сын Фредерика V и Луизы Великобританской, дочери короля Георга II, король Дании и Норвегии. В 1766 году в возрасте семнадцати лет он вступил на престол и женился на своей двоюродной сестре, Каролине Матильде, сестре короля Великобритании. Молодой король страдал шизофренией, заболевание с годами прогрессировало.
На картине представлен эпизод правления психически больного Кристиана VII, показывающий близкие отношения его фаворита немецкого дворянина Иоганна Фридриха Струэнзе (нем. Johann Friedrich Struensee, 1737—1772) и его супруги — королевы Каролины Матильды (англ. Caroline Matilda of Great Britain, дат. Caroline Mathilde, 1751—1775) Струэнзе был в 1768 году назначен сопровождать в заграничном путешествии молодого короля Кристиана VII в качестве врача. Образование, ум и светские манеры Струэнзе очаровали короля и в 1770 году в его руках оказалась высшая государственная власть, которую он использовал для проведения либеральных реформ. Струэнзе было предоставлено право издавать от имени короля указы, якобы передаваемые ему королем устно; указы эти скреплялись печатью тайного королевского кабинета, главой которого был Струэнзе. Кристиан VII, страдавший психическим расстройством, не испытывал любовного влечения к супруге и восемнадцатилетняя королева стала любовницей Струэнзе. В 1771 году родилась её дочь Луиза Августа, отцом которой считали фаворита.
Картина показывает королеву и Струэнзе, коротающих время за игрой в шахматы, в то время как король дразнит попугая, являющегося традиционным символом сладострастия и легкомыслия. Каролина Матильда размышляет над ходом в партии, Струэнзе пристально смотрит на королеву. Заметно скрытое психологическое напряжение в отношениях между персонажами, которое должно привести к кровавой развязке.
В женщине, стоящей за столом с шахматной доской и недовольно взирающей на королеву и её любовника, можно предположить Юлиану Марию Брауншвейг-Вольфенбюттельскую, мачеху короля, организовавшую арест и казнь Иоганна Фридриха Струэнзе в 1772 году (именно к этому году относил действие своей картины художник). Королева с шестимесячной дочерью Луизой была арестована и заключена в крепость; затем по приговору особой комиссии она была разведена с мужем и выслана в Ганновер, где вскоре умерла от скарлатины.

## Особенности изображения и трактовки сюжета

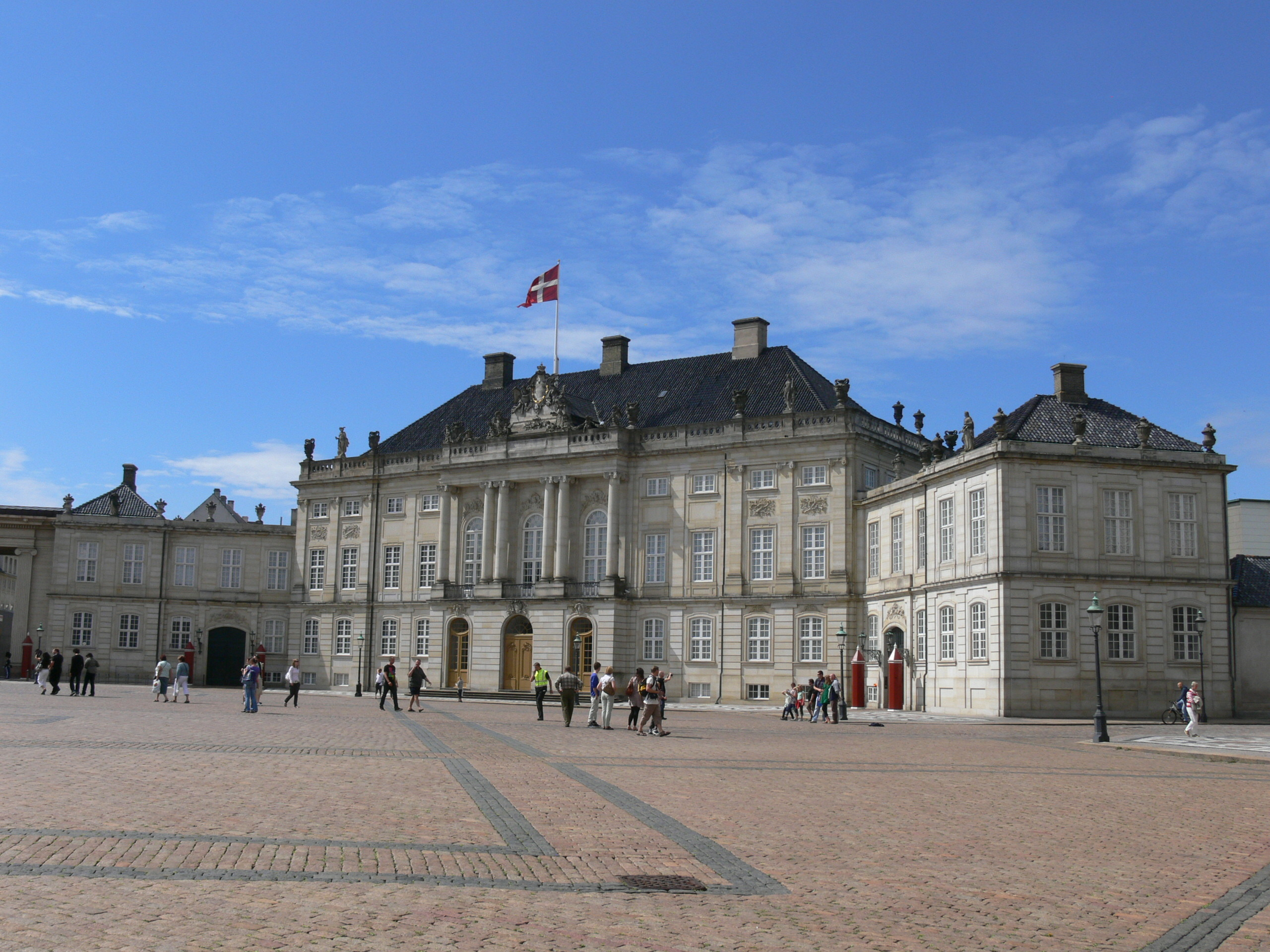
Дворец Кристиана VII в Амалиенборге, интерьер которого изобразил художник на картине

Художник побывал в Амалиенборге, где находилась резиденция Кристиана VII с 1794 года, стремился изобразить его интерьер как можно более реалистично. На самом деле до пожара дворца Кристиансборг в 1794 году, который его полностью уничтожил, именно там находилась резиденция Кристиана VII. Свои эскизы к этой картине художник впоследствии использовал в полотне «Interiør fra Christian VII's Hof», созданном в 1881 году (на нём присутствуют те же персонажи, что и на картине 1873 года, а также маленькая дочка Струэнзе и Каролины Матильды — Луиза Августа). Также добросовестно он подходил к портретным изображениям персонажей. Художник рассказывал, что однажды он вышел на улицу и увидел перед собой красивого молодого человека, который напоминал ему внешне Иоганна Фридриха Струэнзе. Он последовал за ним и предложил позировать для картины. К его удивлению тот сам оказался художником по имени Knut Sehested, несмотря на занятость, он с готовностью согласился стать моделью на несколько часов в день.
Напуганный повышенным вниманием королевской семьи к картине художник предельно деликатно изобразил безумного Кристиана VII. Известно, что в действительности он страдал садистскими и мазохистскими наклонностями. Отличаясь нарциссизмом, он считал необходимым подвергать себя пыткам и истязаниям, доказывая окружающим и самому себе свою мужественность. Король растирался льдом и порохом, обжигал своё тело факелами, боксировал со стеной, разбивал о неё голову в кровь. Во время своих ночных «экскурсий» по городу он бил окна и провоцировал драки, заводил знакомства с проститутками. Со своим чернокожим пажом Моранти Кристиан устраивал потасовки: они катались по полу, кусаясь и царапаясь.

## Галерея (персонажи, изображённые на картине)

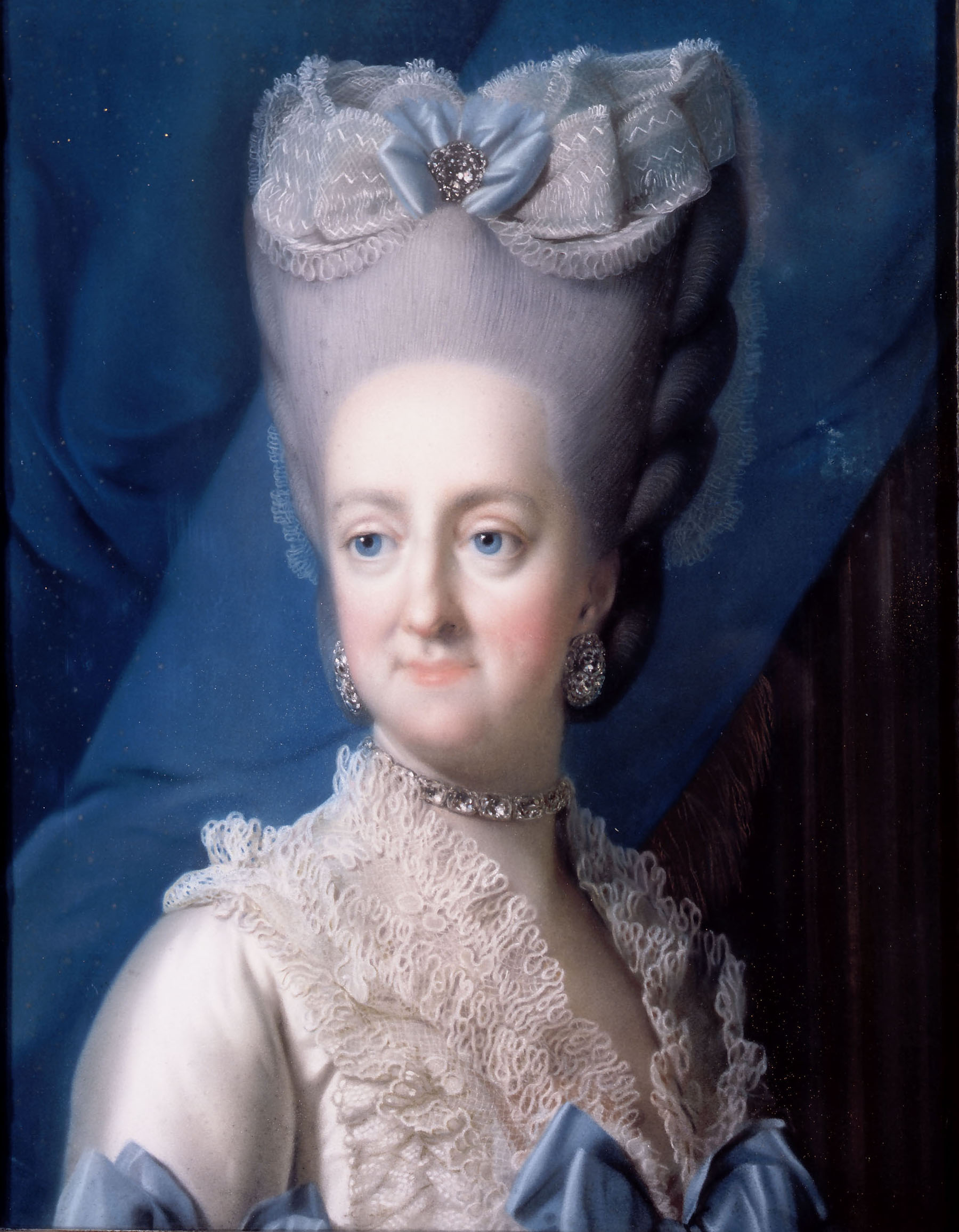
Виргилиус Эриксен. Юлиана Мария Брауншвейг-Вольфенбюттельская
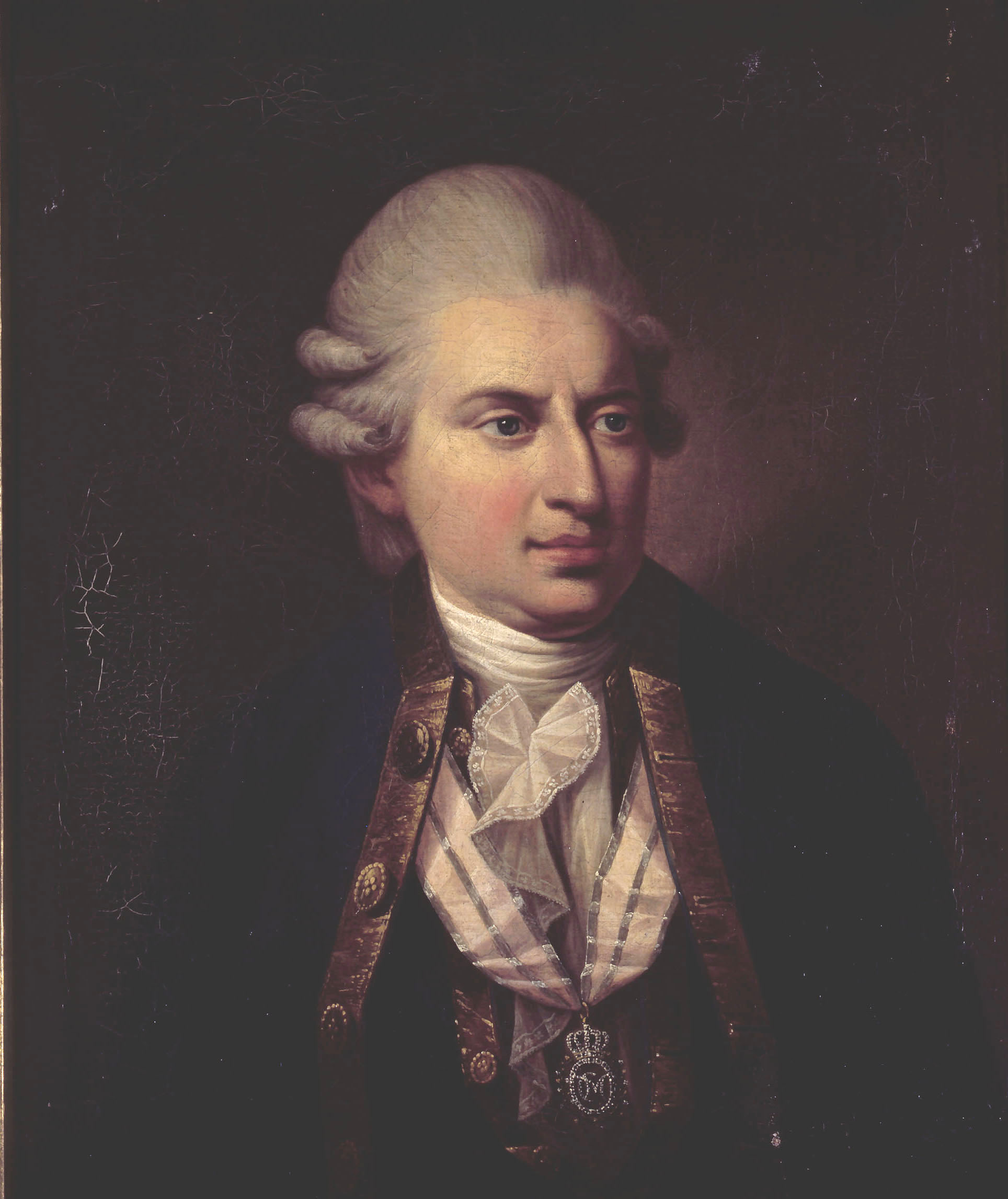
Jens Juel. Иоганн Фридрих Струэнзе.
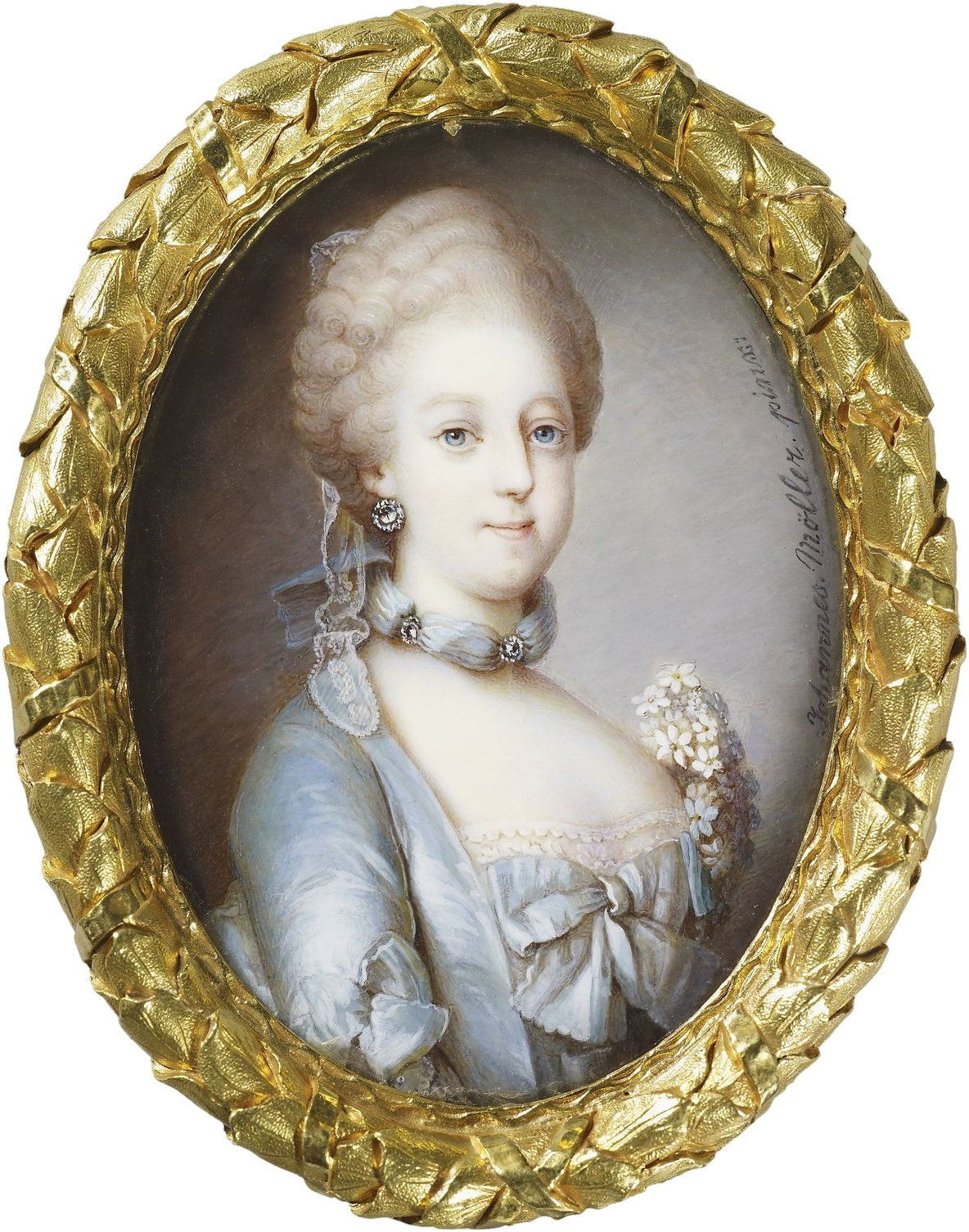
Johannes Heinrich Ludwig Möller. Каролина Матильда Великобританская
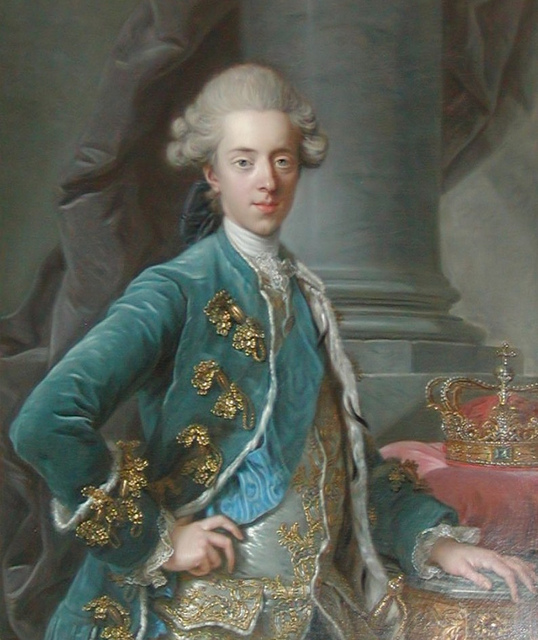
Alexander Roslin. Король Кристиан VII
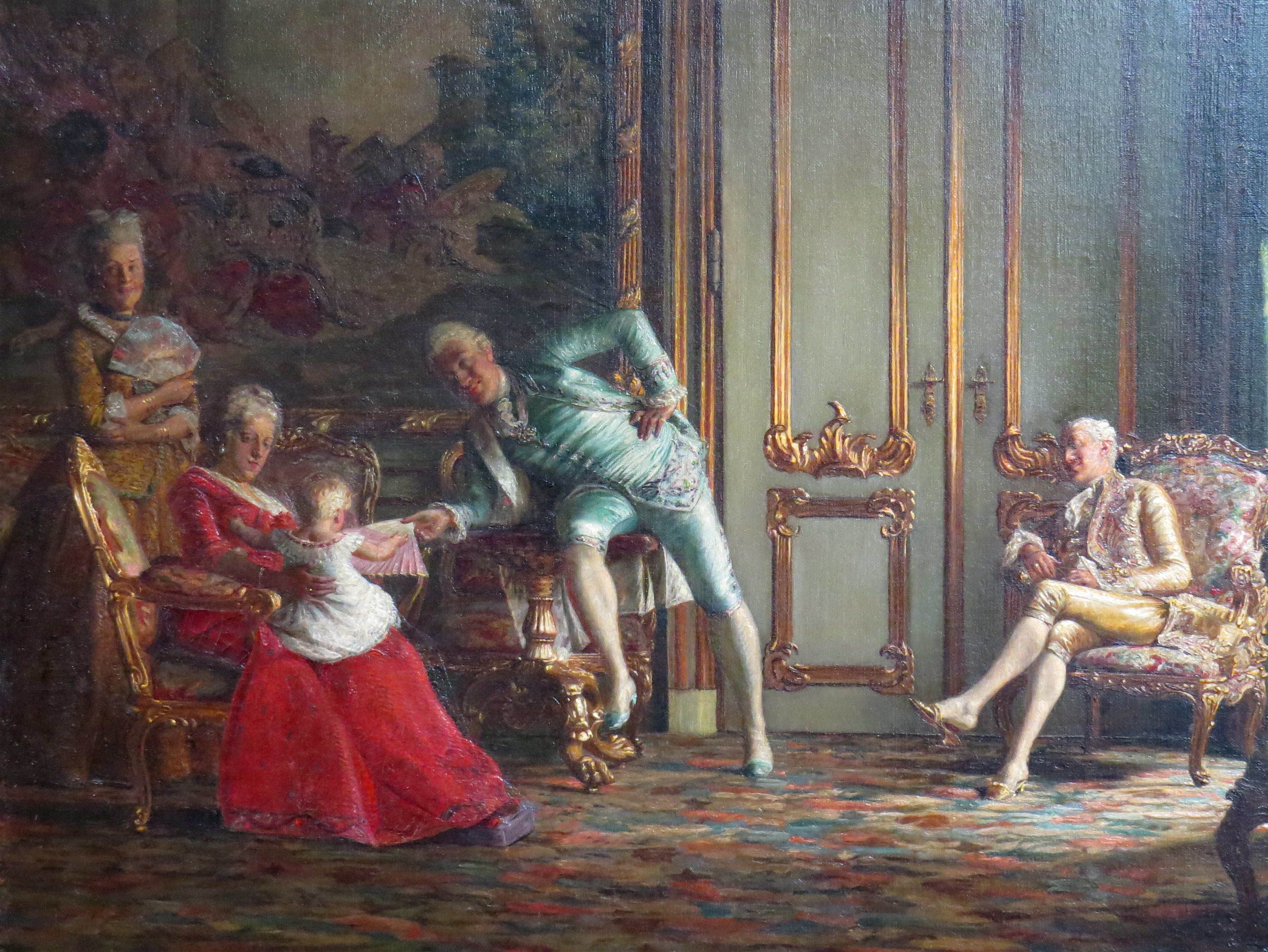
Кристиан Сартман. Interiør fra Christian VII's Hof, 1881

## Интересные факты
- В фильме «Королевский роман» (дат. «En kongelig affære», фильм победил в двух номинациях на Берлинском кинофестивале, выдвигался на Оскар и Золотой глобус), поставленном датским режиссёром Николаем Арселем, неоднократно цитируется картина «Сцена при дворе Кристиана VII»: король Кристиан VII забавляется с попугаем, придворные много раз упоминают о шахматных партиях королевы и Иоганна Фридриха Струэнзе, намекая на близкие отношения между ними.